# Koszty bieżące na ochronę środowiska
Koszty bieżące ochrony środowiska są to koszty obsługi i utrzymania technologii, wyposażenia, procesu.
Głównym celem kosztów bieżących jest zapobieganie, unieszkodliwianie lub też eliminowanie zanieczyszczeń i jakichkolwiek strat środowiskowych które wynikają z działalności bieżącej podmiotów gospodarczych. Działalność ta obejmuje przede wszystkim gospodarkę odpadami, ochronę powietrza atmosferycznego, ochronę przed promieniowaniem, ochronę gleb i wód podziemnych i powierzchniowych.
Do kosztów bieżących zaliczamy:
1. Koszty wynagrodzeń wraz z narzutami,
2. Koszty nabycia materiałów i energii,
3. Zapłaty za wynajem,
4. Opłaty publiczne,
5. koszty zakupu usług (przede wszystkim usług badawczo-rozwojowych).

W kwestionariuszu Organizacji Współpracy Gospodarczej i Rozwoju (OECD) koszty bieżące dzielone są na koszty działań własnych oraz opłaty i zakupy usług środowiskowych. Koszty działań własnych są sumą kosztów pracy, kosztów zakupu dóbr i surowców używanych do ochrony środowiska oraz opłaty za dzierżawę wyposażenia środowiskowego.
Opłaty i zakupy usług środowiskowych obejmują wszystkie płatności uiszczane jednostkom publicznym i prywatnym w celu zmniejszenia negatywnego wpływu podmiotu na środowisko.
Obowiązek badania kosztów bieżących ochrony środowiska w Polsce spoczywa na Ministerstwie Środowiska.